# Prințesa Augusta a Prusiei
Prințesa Augusta a Prusiei (germană Auguste Christine Friederike, Prinzessen von Preußen) (1 mai 1780 - 19 februarie 1841) a fost electoare de Hesse și gazda unor saloane literare. A fost a treia fiică și al cincilea copil a regelui Frederic Wilhelm al II-lea al Prusiei și a reginei Frederica Louisa de Hesse-Darmstadt. A fost prima soție a lui Wilhelm al II-lea, Elector de Hesse.

## Biografie

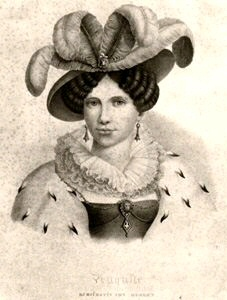
Prințesa Augusta a Prusiei

Căsătoria Augustei a fost un aranjament politic iar mariajul nu a fost fericit. Adesea Augusta și Wilhelm au intrat în conflict unul cu celălalt, lucru care duce al confruntări agresive. În 1806, Hesse a fost ocupată de Franța. Augusta era la Berlin cu copii în acel moment, și, când armata lui Napoleon s-a îndreptat spre Berlin, ea a rămas în capitală deoarece era însărcinată.
Napoleon a pus paznici în jurul casei ei și a dat ordine ca ea să nu fie perturbată. Cu Hesse și Prusia ocupate și familia în exil, Augusta a rămas fără bani și după naștere ea a cerut o întâlnire cu Napoleon. Augusta s-a înfățișat înaintea lui Napoleon cu noul ei născut în brațe și cu un alt copil de mână și i-a cerut o indemnizație, pe care el i-a acordat-o.
După nașterea ultimului ei copil în 1806, relația cu Wilhelm s-a terminat, deși ei au rămas căsătoriți, iar din 1815 s-au separat și au semnat un acord secret de separare. Augusta a locuit la palatul Schoenfeld, unde au devenit celebre saloanele ei literare; printre invitați erau Ludwig Hassenpflug, Joseph von Radowitz și frații Grimm. Wilhelm a locuit în diferite reședințe împreună cu Emilie von Reichenbach-Lessonitz.
Salonul ei literar s-a terminat în 1823 iar în perioada 1826-1831 ea a locuit la Haag, Koblenz, Bonn și Fulda. Augusta a fost privită ca un pictor plin de maiestrie.